# ハリー・マーティンソン
ハリー・マーティンソン（Harry Martinson、1904年5月6日-1978年2月11日）は、スウェーデンの小説家で詩人。1949年にスウェーデン・アカデミーのメンバーに選ばれ、1974年にエイヴィンド・ユーンソンとともにノーベル文学賞を受賞した。ユーンソンとマティンソンは2人ともノーベル委員会に所属していたため、彼らの受賞は論議を呼んだ。この年には彼ら2人の他にグレアム・グリーン、ソール・ベロー、ウラジーミル・ナボコフらが有力な候補だった。

## 生涯
マーティンソンはスウェーデン南東部のブレーキンゲ地方にあるJämshögで生まれた。幼い時に両親を失い、里子として育った。16歳の時に脱走して船に乗り込み、翌年はブラジルやインドなどを回りながら世界中を旅して過ごした。
数年後、彼は肺の病気のためスウェーデンに帰国することを余儀なくされた。そしてこの翌年は定職に就くこともなくスウェーデン国内で浮浪者として過ごした。21歳の時にはマルメの町で浮浪罪で逮捕された。
彼は1929年に詩人としてデビューした。アルトゥール・ルンドクビストらとともに詩集Fem unga（若5人）を刊行し、スウェーデンにモダニズムを紹介した。彼の詩には自然への愛と鋭い視点、ヒューマニズムへの深い思いがあった。彼は若い頃の辛い時代を描き1935年に出版した半自伝的小説Nässlorna blommaで小説家としても評価を得た。この小説は30ヶ国語以上に翻訳された。
彼の最も有名な詩は、宇宙で遭難し漂流する宇宙船を描いた『アニアーラ』という作品で、これは1956年に出版され、1959年にはカール・ビルイェル・ブロムダールによりオペラ化もされ、2018年に映画化された。
彼は1929年から1940年までスウェーデン人作家のモア・マーティンソンと結婚していた。そして1970年代のノーベル賞をめぐる彼への批判に耐え切れず、1978年にカロリンスカの病院ではさみによる自殺をした。
2004年には、彼の生誕100周年がスウェーデンで盛大に祝われた。
2019年7月、代表作である長編叙事詩『アニアーラ』がペラ・コーゲルマン、ヒューゴ・リリャの監督作品として映画上映された。

## 邦訳
- マーティンソン 詩集(田中三千夫訳) ノーベル賞文学全集　主婦の友社、1976
- 『アニアーラ』児玉千晶訳　思潮社、2014年

## 映画化
- アニアーラ 2018年

監督　ペッラ・カーゲルマン、フーゴ・リリヤ
スウェーデン、デンマーク
出演　エメリー・ヨンソン、ビアンカ・クルゼイロ、アルヴィン・カナニアン